# Arisztotelész etikája

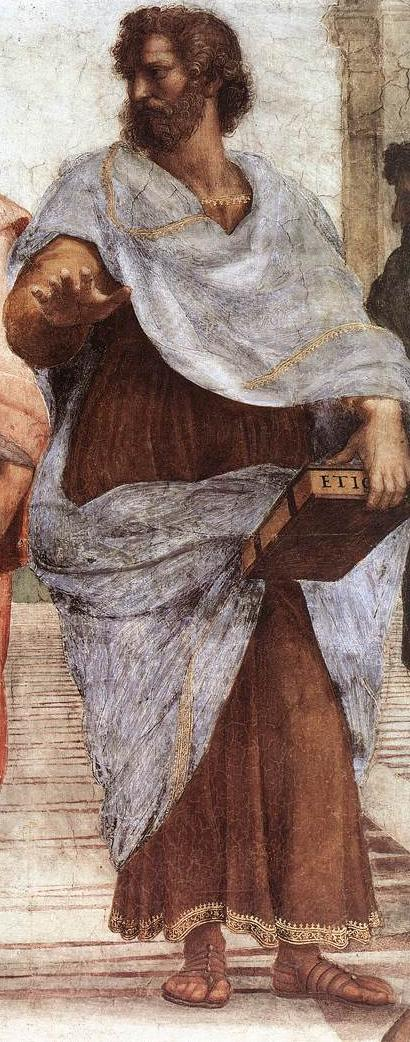
Arisztotelész Raffaello Sanzio: Az athéni iskola című freskójának részlete.

Az  antik görög kultúra a poliszközösségek kultúrája. A közösség, a polisz minden más javak fölött áll; az egyén csak annyiban lehet individuum, amennyiben a polisz tagja. Arisztotelész is ezt a világnézetet képviselte.
A Corpus Aristotelicum három etikai írást tartalmaz: az Eudémoszi Etika (Ethica Eudemia), a Nagy Etika (Magna Moralia), és a Nikomakhoszi Etika (Ethica Nicomachea).
Az Eudémoszi Etika és a Nagy Etika eredetiségéről számos elmélet született, és csak a XX. század elejétől kerültek be az Arisztotelészi művek panteonjába. Az Eudémoszi Etikáról, Rudolf Christoph Eucken mutatta ki, hogy grammatikája arisztotelészi, Werner Jaeger pedig kimutatta, hogy beletartozik a Protreptikosztól a Nikomakhoszi Etikáig vezető fejlődés vonalába. Jaeger óta senki sem vonja kétségbe sem azt, hogy az Eudémoszi Etika Arisztotelész saját műve; sem azt, hogy jóval a Nikomakhoszi Etika előtt keletkezett. Jaeger a Nagy Etikát viszont kései peripatetikus írásnak tekintette.
Tény, hogy amikor más művében Arisztotelész az Etikára utal – Politika III. könyvének 7. fejezetében: „mint már korábban az etikában kifejtettem”  –, csak egy Etikára utal, ami a Nikomakhoszi Etikának felel meg. Ez jelentheti azt, hogy az Eudémoszi Etikát és a Nagy Etikát nem ő írta, vagy nem tekintette a nyilvánosságnak szánt műveknek.
Valószínűleg elsőnek a Nagy Etika íródott, majd utána az Eudémoszi Etika és végül a Nikomakhoszi Etika. A Nagy Etikában és az Eudémoszi Etikában bírálja a platóni ideatant, de nyíltan csak a Nikomakhoszi Etikában száll szembe vele. Továbbá a Nagy Etikában Arisztotelész még nem tekinti erényeknek az észképességeket, de tesz némi utalást rá: „Vajon erény-e a bölcsesség, vagy nem? … ebből nyilvánvaló, hogy a bölcsesség: erény”.  A Nikomakhoszi Etikában pedig már kategorikusan kijelenti, hogy az észképességek erények.
Az arisztotelészi etika: boldogságetika, középpontjában a boldogság (gör. eudaimonia) áll, arra keresi a választ, hogy az ember a társadalmon belül hogyan érheti el a legnagyobb boldogságot. Szakít azzal a platóni hagyománnyal, miszerint létezik egy örök ’Jó’ idea, ami egyetemes érvényű minden ember számára, szerinte a jó relatív fogalom, minden embernek más és más jelentheti a ’Jó’-t. Ami közös minden emberben, hitványban és erkölcsösben egyaránt, az az, hogy mindenki a maga ’Jó’-ján keresztül a boldogságot keresi.

## Az arisztotelészi etika alapkérdései
Arisztotelész kétféle filozófiát, különböztet meg:
1. Az elméleti tudományok (ami a megismerésre irányul);
2. A cselekvés tudományok (a dolog megszerzésére irányul), ide tartozik az etika is.

Az etika és a politika kérdései nem a spekulatív filozófia részei, hanem a cselekvés filozófiájáé, nem megismerni kell az erkölcsöt, hanem gyakorolni kell azt, csak így válhat valaki erényessé. Mint ahogy nem lesz valakiből bátor csupán attól, hogy tudja, hogy mi a bátorság. Nem azt kell vizsgálni, ahogy Szókratész és Platón tette, hogy mi az erény, hanem azt kell vizsgálni, hogyan keletkezik, hogyan jön létre.
Bármilyen különböző utakon is járnak az emberek az életben, függetlenül elfoglaltságuktól vagy mesterségüktől, mindenki a boldogságot (eudaimonia) keresi. Ez természetesen nem jelenti azt, hogy a boldogság mindenki számára ugyanazt jelenti, hisz ahogy minden mesterségnek is más a végcélja, úgy különböző tevékenységet űző emberek más és más dologban fogják megtalálni a boldogságukat. A cél a legnemesebb boldogság megtalálása, ez csak az erényes embereknek juthat osztályrészül. Ezért fontos az erény részletes elemzése.
Az arisztotelészi etika középpontjában az erény áll, ezért etikáját erényetikának is szokták nevezni, alapkérdése az, hogyan válhat egy ember erényessé, a legtökéletesebb jó értelmében boldoggá? Lényegében ezzel a kérdéssel foglalkozik mindhárom etikában.
Arisztotelész az emberi jellem mibenlétének a megállapítására törekszik, a hitvány és a kiváló jellemek minél pontosabb meghatározására avégett, hogy kerülni tudjuk a hitványat és törekedjünk a kiválóra. A helyes jellem leírásakor elsősorban azt veszi figyelembe, hogy mi a leghasznosabb az állam számára, melyik emberi magatartásforma: azt nevezi erényes életformának. Nem azzal foglalkozik, amit a mai etika legfőbb problémáinak tekintünk, vagyis, hogy mi a kellő, vagy mit kell, mit szabad cselekedni. Arisztotelész a cselekvő ember lelki-erkölcsi minőségéről, azaz jelleméről mond ítéletet. Az erkölcsi tettek vizsgálatával nem foglalkozik. Az etika alapkérdése tehát az, hogy hogyan, milyen erények révén juthatunk el a legnagyobb boldogsághoz.

### A legfőbb jó: a boldogság
Arisztotelész szakít elődei elképzelésével, hogy létezik egy általános jó, ami minden ember számára egyforma, azt mondja: „… a legfőbb jóról kell beszélnünk, mégpedig arról a legfőbb jóról, amely számunkra a legfőbb jó.”  Azt állítja, hogy az erkölcsnek csak az emberre vonatkoztatva van értelme, ember nélkül nem beszélhetünk erkölcsről sem, az erkölcs valójában az emberek közti viszony, és nem társadalmi viszony, ahogyan elődei tekintették.
Arisztotelész a jó fogalmának kidolgozásakor kiinduló pontnak tekintette az emberek sokféleségét, partikularitását: minden mesterségben és tudományban más és más a jó, ezért a jónak nincs olyan jelentése, amely a kifejezés valamennyi használatában közös volna. Ahány ember annyiféle jó is van, minden ember valami másban találja meg a neki megfelelő jót. Arisztotelész tagadja Platón ideatanát azt állítva, hogy nincs egy közös jó idea, mert különböző kategóriákban más és más a jó. Továbbá, ha csak egy jó lenne, akkor ezzel csak egy tudomány foglalkozhatna. Ez azonban nem így van. Platón azt állítja, hogy ami örökkévaló az inkább rendelkezik tökéletességgel, mint ami mulandó.  Arisztotelész válasza a következő: ami örökkévalóságtól fogva fehér, az semmivel nem fehérebb mint az, ami egy napja fehér.
Arisztotelész szerint a legfőbb jónak két kritériumnak kell megfelelnie: 1. olyannak kell lennie, hogy mindig önmagáért válasszuk, és sohasem másért, a legfőbb jónak mindig célnak kell lennie, és sohasem eszköznek; 2. önmagában elégségesnek kell lennie.
Legfőbb jónak Arisztotelész mindhárom etikában a boldogságot nevezi meg. A boldogság, az amire minden ember egyaránt törekszik, függetlenül mesterségétől. Mindenki egyetért abban, hogy boldogság a legkiválóbb az emberi javak közül. Bár minden cselekedet más és más célra törekszik, mintahogy más a célja az orvostudománynak és más a hadtudománynak, a végcél minden esetben ugyanaz: a boldogság elérése. A boldogságot az ember mindig önmagáért választja, és sohasem másért; és amit önmagáért igyekszünk elérni, az mindig tökéletesebb, mint amit másért.
A boldogság nem lehet olyasvalami, ami véletlen. A boldogságnak olyan valaminek kell lennie, ami az emberek tulajdonságaitól és cselekedeteiktől függ.
A boldogság lényege az ember munkájában keresendő. Ez olyasvalami kell, hogy legyen, amit csupán az ember tud véghez vinni. Ezért ez nem lehet a táplálkozás, mert az a növényekben is megvan, a szaporodás sem lehet, mert az az állatokban is megvan. Így nem marad más hátra, minthogy az eszes lélekrészben keresni az ember munkáját, hisz ennek a lélekrésznek engedelmeskedik az értelem nélküli lélekrész is, és csak az ember rendelkezik vele. Arisztotelész arra a végkifejletre jut, hogy: „az ember különleges munkája nem egyéb, mint a lélek értelemszerű – vagy legalábbis nem értelem nélkül való – tevékenysége”.  Az átlagembernek és a kiváló embereknek a munkája egynemű, mintahogy egynemű az átlag lantos játéka a kiváló lantos játékával, mert a munka fogalmához csupán a kiválóság nagyobb foka járul: az átlag lantos munkája a lantolás, a kiváló lantos munkája pedig: a jól lantolás. Ugyanígy az ember munkáját is életműködésnek kell tekintenünk, éspedig értelmes lelki tevékenységnek és cselekvésnek, viszont a kiváló emberét olyannak, amely mindezt a tevékenységet jól és helyesen végzi, mindezek alapján azt tudhattuk meg: az emberi értelemben vett legfőbb jó a lélek erény szerinti, a legtökéletesebb erény szerinti tevékenysége.
Egy emberről akkor mondható el, hogy boldogan élt, ha egész életében az erénynek megfelelően cselekedett: „a boldogság az erény szerinti életben van”.
A legfőbb jó tanulmányozására az a tudomány hivatott, ami a többi tudomány fölött áll, mert a vezető tudomány céljai mindig előbbre valóak a többi, neki alárendelt tudományénál. Ez a tudomány pedig az államtudomány.
Az államtudomány művelője nem lehet akárki, bizonyos kritériumoknak kell megfelelni: nem lehet ifjú vagy jellemében fiatal, mert a fiatalos jelleműek inkább engedelmeskednek az érzelmeknek, mintsem az erkölcsnek. Továbbá három embertípust ismertet Arisztotelész: a tömeg ember, a közügyekkel foglalkozók és az elmélkedő életformát választók. Ezek közül csak az elmélkedő életformát folytató ember felel meg, mert az előbbi kettő – a tömeg ember és a közügyekkel foglalkozók – mulandó dolgokkal foglalkoznak. A tömeg ember az élvhajhászásnak él, a boldogságot mindig külső, tőle nem függő javakban keresi. A közügyekkel foglalkozó ember pedig a kitüntetést és az elismerést keresi, az ő boldogsága sem magától függ, mert a kitüntetést és elismerést mindig valaki mástól kapja.
Bár az elmélkedő életformát tartja a legmegfelelőbbnek, Arisztotelész nem ítéli el az anyagi javakat sem: ”Ámde a boldog embernek, mivel ember, szüksége van a külső jólétre is … külső javak nélkül nem érhetjük el a boldogságot”.

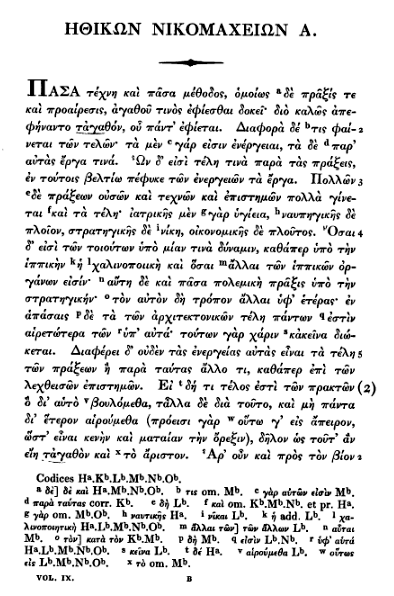
Nikomakhoszi Etika (részlet)

### Az erények
Arisztotelész szerint nincs semmi az emberi „természetben”, ami nem válhatna erénnyé, semmi nincs a természetben, ami ne lehetne az erény forrása.
Boldog csak az lehet, aki az erényeknek megfelelően cselekszik, ezért az erények közelebbi vizsgálatra szorulnak. Jókká vagy hitvánnyá az erények révén válik az ember, tehát nem azt kell meghatározni, hogy mi is az erény, hanem a cselekvés körülményeit kell vizsgálat alá vetni.
Hogy egy ember erényes vagy erényesen cselekszik akkor mondhatjuk, ha úgy cselekszik, hogy 1) tudja mit tesz, 2) elhatározása alapján teszi magának a dolognak a kedvéért, továbbá 3) állandósult lelki alkatból következően. Egy jó tett a következő két elemet kell, hogy magába foglalja: (a) a megcselekedett tettnek minden körülmény között annak kell lennie, amit az illető körülmény esetében cselekedni kell, (b) kiváltó oka valamilyen jó motívum kell, hogy legyen.
Három minőséget sorol fel Arisztotelész, ezek közül az egyiknek az erény kell, hogy legyen: érzelem, érzelmi képesség vagy lelki alkat. Majd arra a következtetésre jut, hogy az erénynek lelki alkatnak kell lennie, mely egy képesség gyakorlása révén fejlődik ki. Érzelem vagy érzelmi képesség azért nem lehet, mert érzelmei alapján egyetlen embert sem ítélhetünk erkölcsösnek. Továbbá az érzelmek nem előfeltételeznek elhatározást.
Egy embert csak akkor tarthatunk felelősnek tetteiért, ha tudja, hogy mit csinál, ezért Arisztotelész fontosnak tartja, hogy csak az okos ember és az, aki az okos ember példájára cselekszik lehet erényes. A tudatlanságból vagy erőszakból származó cselekedeteket nem tekinthetjük szándékosnak, mert az elkövető nincsen tisztában azzal, amit tesz. Erényes tett csak az akaratlagos tett lehet, olyan tett, aminek az oka nem rajtunk kívül van. Hogy meghatározhassa Arisztotelész, hogy mi a saját akaratból folyó s mi az akaratunk ellenére történő cselekvés, az elhatározás fogalmát szeretné pontosítani. Eszerint: az elhatározás az erénnyel a legszorosabb kapcsolatban áll, saját akaratunkból fakadó kell, hogy legyen, de nem azonos vele, mert saját akaratból való cselekvést a gyermekek és az állatok is végre tudnak hajtani, ezek hirtelen elhatározásból történnek, nem saját akaratból, a vágy és az indulat hajtja őket. Elhatározás az oktalan lényekben nincs. Az elhatározás – Arisztotelész megfogalmazásában – „a hatalmunkban álló dolgokra irányuló megfontolt törekvés”.NE
Az erényes tettek nemcsak szándékosak, hanem az elhatározással szoros kapcsolatban kell állniuk, ebből az következik, hogy az erény és a lelki rosszaság olyasmi, ami hatalmunkban áll. Szókratésznak az a kijelentése, hogy ’senki sem hibázik készakarva’ nem igaz, hacsak nem feltételezzük, hogy az ember nem létrehozója saját tetteinek.
A szánalom és a megbocsátás attól függ, hogy a cselekvő mennyire volt tudatában annak, hogy rosszat tesz ezért Arisztotelész fontosnak tartja meghatározni azokat a körülményeket, amiket egy embernek tudnia kell ahhoz, hogy cselekedete szándékosnak tekinthető legyen. Tehát tudnia kell a következő körülményekről legalább egyet: kicsoda, mit, milyen kapcsolatban vagy milyen területen cselekszik, mivel, mi célból és miként.
Arisztotelész szerint a lélek egyik része értelem nélkül való, a másik értelmes. Az értelem nélküli lélekrész további két részre oszlik: a tápláló és a vágyakozó lélekrészre, ahol az előbbi egyáltalán nem részesül az értelemben, a másik valamiképpen igen, hisz néha szembeszáll vele. Ez figyelmeztetéssel korrigálható.
Az erényeket Arisztotelész a fenti megkülönböztetés szerint osztályozza: az egyik részük az észbeli, a másik részük az erkölcsi erények. Az erkölcsi erények a törekvő lélekrészben, az észbeli erények az értelmes lélekrészben találhatók. Észbeli erények: bölcsesség, okosság; erkölcsi erények: mértékletesség, nemes lelkű adakozás. Ez utóbbiak részesítendők dicséretben, tehát ezek esetében beszélhetünk erkölcsről, ezek az erények.

#### Az erkölcsi erények (etikai erények)
Az erkölcsi erényeket a kellemes és fájdalmas dolgokkal kapcsolatosnak tartja Arisztotelész. Az erkölcs (ἠθικός, ethikosz) a szokásból (ἔθος, éthosz) fejlődik ki.
Az erkölcsi erényeket az ember már születésekor készen találja. Ezeket az államban vagy a társadalomban meglévő rend közvetíti, érvényességüket a tradíció és az általános egyetértés tartja fenn.
Az erkölcsi erények nem természetünknél fogva vannak meg bennünk, hanem a szokás útján sajátítjuk el: úgy leszünk igazságosak, hogy igazságos tetteket hajtunk végre, bátorrá úgy leszünk, hogy bátor tetteket hajtunk végre. Aki igazságtalan tetteket hajt végre, az igazságtalanná fog válni. Ezért fontos, hogy ifjúkorunktól hogyan vagyunk szoktatva. Ezzel azt akarja mondani Arisztotelész, hogy az erény ismerete nem jelenti azt, hogy erényes is az illető, például nem lesz bátor valaki attól, hogy tudja, hogy mi a bátorság. Erényessé a gyakorlás, a szoktatás, a nevelés révén válhatunk. Nevelésen Arisztotelész nemcsak a szülői és nevelői funkciót érti, hanem azokat az objektív körülményeket – állami és társadalmi életet – amelynek keretei között az ember nevelődik, tapasztalatait szerzi.
Arisztotelész az erényt és a lelki rosszaságot a kellemes és kellemetlen dolgokkal kapcsolja össze: „Három dolog van, amire a választásunk irányulhat, s ugyancsak három, amitől menekülni igyekszünk; éspedig: az erkölcsi jó, a hasznos, a kellemes; ezek ellentétei: az erkölcsi rossz, az ártalmas, a kellemetlen.”.
Arisztotelész három lelki jelenséget különböztet meg: érzelem (vágy, indulat, félelem), képesség (ami alapján képesek vagyunk érzelmekre), lelki alkat (aminek alapján az érzelmekkel szemben helyesen vagy helytelenül cselekszünk). Ez utóbbi körébe tartozik az erény. Továbbá az erény valamilyen közép kell, hogy legyen, mert a közép a helyes a hiány és a túlzás között. Közép is többféle van: lehet az egyenlő, ami mindenki számára ugyanazt jelenti, de lehet a hozzánk viszonyított közép, amiben sem túlzás, sem hiányosság nincs, ami már egyedenként eltér. Így az erény végső meghatározása a következőképp alakul: „Az erény olyan lelki alkat, amely az akarati elhatározásra vonatkozik, abban a hozzánk viszonyított középben áll, amely egy szabálynak megfelelően határozható meg, mégpedig azon szabálynak megfelelően, amely szerint az okos ember határozná meg.”
Az erkölcsi erény minden egyes ember esetében az őhozzá viszonyított közép, a magunkhoz viszonyított közép.
Ahhoz, hogy erkölcsileg erényes legyen egy ember, előfeltétel, hogy vagy magának kell okosnak lenni vagy követnie kell egy okos ember utasításait.
Nem minden esetben igaz, hogy a közép a helyes cselekvés, hisz van, amikor egy érzelmet a végsőkig fel kell fokoznunk magunkban, és van, amikor egy érzelmet teljesen el kell nyomni, fojtani. A hiányosság és a túlzás egyaránt rossz, mert: „Aki minden elől menekül, mindentől fél és semmivel sem mer szembeszállni, az gyáva lesz; aki meg egyáltalában semmitől sem ijed meg, hanem mindenkinek nekitámad, az vakmerővé válik.”  Tehát az erénynek valamilyen középnek kell lennie, méghozzá a hozzánk viszonyított középnek. Azonban Arisztotelész tesz egy pontosítást is, miszerint nem minden cselekvés és nem minden érzelem fér össze a középhatár fogalmával: ilyen a káröröm, a szemérmetlenség, az irigység, a paráznaság, a tolvajlás és az emberölés. Ezek a dolgok már magukban véve is rosszak, nem pedig csak a túlzásaik vagy a hiányosságaik. Ezekkel a dolgokkal kapcsolatban sohasem lehet beszélni helyes viselkedésről, hanem mindig csak hibáról.
Az erkölcsi erények katalógusa:
| Eltúlozva         | Hiányosan                      | Etikai erény       |
| ----------------- | ------------------------------ | ------------------ |
| dühösség          | halvérűség                     | szelídség          |
| vakmerőség        | gyávaság                       | bátorság           |
| szemérmetlenség   | szégyenlőség                   | szemérem           |
| mértéktelenség    | érzéketlenség                  | mértékletesség     |
| irigység          | nincs külön neve               | jogos felháborodás |
| nyereség          | veszteség                      | jogszerűség        |
| tékozlás          | fösvénység                     | nagyvonalúság      |
| fennhéjazás       | gúnyos szerénység              | igazság            |
| hízelgés          | gyűlölet                       | szeretet           |
| tetszelgés        | önhittség                      | önérzet            |
| elpuhultság       | szenvedésben való eltompultság | állhatatosság      |
| felfuvalkodottság | kishitűség                     | nemes becsvágy     |
| pazarlás          | szűkkeblűség                   | áldozatkészség     |
| álnokság          | együgyűség                     | belátás            |

A lelki tulajdonságok esetében a két véglet között nagyobb ellentét van, mint a középpel szemben, és néha az egyik szélsőséget előnyben részesítjük a másikkal szemben, például a bátorság esetében a vakmerőséget jobbnak tartjuk a gyávaságnál.
Miután Arisztotelész meghatározza az erény nemét: azt, hogy középhatár és, hogy lelki alkat; rátér az egyes erényekre, hogy megállapítsa, mi a lényegük és milyen tárgyakra vonatkoznak, hogy valójában hányféle erény is van. Ezek közül az első két erényt a bátorságot és a mértékletességet a lélek értelem nélküli részéhez sorolja.
1. A bátorság: A bátorság a középhatár a gyávaság és a vakmerőség között, középhatár a félelem és a biztonság érzése között. A félelmet keltő dolgokban nem mindig beszélhetünk bátorságról, hisz vannak dolgok, amitől kötelesség félni. Ilyen a gyalázat, aki fél tőle, az tisztességes ember. Vagy akkor sem beszélhetünk bátorságról, ha valaki a betegségtől, szegénységtől fél, ezek olyan dolgok, amik nem tőlünk függnek, nem a magunk hibájából származnak. Legfélelmetesebb dolognak Arisztotelész a halált jelöli meg, aki ettől nem fél, az nevezhető bátornak,  pontosabban az, aki a háborúban néz szembe a halállal, és nem az aki baleset vagy betegség során. A bátor ember sem rendületlen, ő is érez félelmet, de ellent tud állni az erkölcsi jó kedvéért. Arisztotelész a bátorságtól öt olyan magatartástípust választ el, amely hasonlít ugyan a bátorságra, de mégsem egyenlő azzal: 1.) állampolgárt jellemző bátorság. Ez a leghasonlóbb a bátorsághoz, indítóoka mindig az erény, az állampolgár dicsőségre vágytában a megszégyenítéstől való félelmében bátor. Motívuma nem az erkölcsi szép, hanem a félelem. 2.) A tapasztalat. Ilyen a tudás. Ez az a fajta bátorság, amit Szókratész bátorságnak nevezett. Arisztotelész azonban ezzel nem ért egyet, ugyanis a tapasztalaton nyugvó bátorság az új vagy szokatlan helyzetekben nem állná meg a helyét .3.) A harag. A harag száll leginkább szembe a veszéllyel, de ő csak a szenvedély hatására bátor. Ha megszűnik nála az erkölcsi cél, akkor gyávává válhat. 4.) A remény. Csak azért bátor, mert azt hiszi magáról, hogy erős, és soha nem eshet semmi baja. Aki soha semmitől sem fél, az valójában nem nevezhető bátornak, mert minden szituációban egyformán fog cselekedni. 4.) Aki valamit nem tud. Ez hasonló a reményhez, azonban alacsonyabb rendű nála, mivel mikor tudatosul az alanyban, hogy mi az, amit nem tud, akkor futásnak ered.
2. A mértékletesség: A mértékletesség a gyönyörökkel szemben középhatár, az érzelmekre és a fájdalmakra vonatkozik, de valójában az előbbire korlátozódik. Fontos különválasztani a testi gyönyöröket az érzelmi gyönyöröktől, mert a középhatár nem azonos a két esetben. Aki szellemi gyönyöröket élvez, mint a becsvágy vagy tudásszomj, arról nem mondható el, hogy mértékletesen vagy mértéktelenül élvezi. A testi gyönyörökkel másként van a helyzet. A mértékletesség és mértéktelenség a tapintással és az ízleléssel kapcsolatos, de leginkább a tapintással. A mértéktelen ember minden kellemes dologra vágyakozik, amit megkíván. A mértékletesség esetében megtörik arisztotelészi ’közép’ elmélete, hisz beszélhetünk mértéktelen emberről, aki mindent akar, ami kellemes, de nem beszélhetünk mértéktelenségről olyan ember számára, aki elutasít minden gyönyörteli dolgot.
3. A nemes lelkű adakozás: Ez az erény az anyagi javak terén levő középhatár. A nemes lelkű adakozó az erkölcsi jó céljából cselekszik, annyit adakozik amennyit, akinek és amikor kell, fontos hogy megkülönböztessük a tékozló embertől, aki ha kell, ha nem adakozik. És mindezt szívesen teszi, akinek az adakozás kellemetlen érzést okoz, az nem nevezhető nemes lelkű adakozónak.
4. Az áldozatkészség: Azok a pénzáldozatok, amelyeket, a köztiszteletet érdemlő szolgáltatásokra ajánlunk, mint az építkezések és az istenekkel kapcsolatos költségek, vallásos szertartások. Ennek is van túlzása: a pöffeszkedés, amikor az ember kis költséget igénylő dolgokra is sokat ad. A másik túlzás a szűkkeblűség, az ilyen ember mindig tétováz, hogyan kerül neki valami kevesebbe.
5. A nemes becsvágy: A nemes becsvágy olyan emberekben van meg, akik nagy dolgokra tartják magukat érdemesnek, s azokra valóban érdemesek is. A két szélsőség pedig: felfuvalkodott (aki nagy dolgokra tartja magát érdemesnek, de nem érdemes rájuk) és a kishitű (aki kevesebbre tartja magát annál, amit ér). Ezt az erényt, a nemes becsvágyat tartja Arisztotelész a többi erény koronájának. A büszke embertiszteletet parancsol, de a kitüntetéseknek csak módjával örvend, hiszen csupán azt kapta ami kijár neki.
6. A becsvágy: A becsvágyó ember magasabb fokon áll mint a kishitű. A becsvágyó ember törekvése arra irányul, hogy a kitüntetéssel és a meg nem becsüléssel szemben, helyes magatartást mutasson. A becsvágyó ember a kitüntetést keresi.
7. A szelídség: Középhatár az indulatok tekintetében. Túlzásba menő formája a dühösség, hiányosságba menő formája a halvérűség. A szelíd szó olyan embert jelöl, akit nem nyugtalanít indulat, és akit nem szenvedély vezet, és csak addig tart haragot, amíg ezt a szabály kívánja.
8. A Kedvesség: A házsártos és az összeférhetetlen közepe. Mindig egyformán viszonyul ismerősökhöz és idegenekhez egyaránt, mindig azt fogadja illetve utasítja el, amit kell. Mindig úgy érintkezik az emberekkel, ahogyan kell.
9. Az igazmondás: A nagyzoló és a gúnyosan szerénykedő közötti közép. E két szélsőség közül inkább a nagyzoló a rosszabb. Fontos, hogy az ember mindig az igazat állítsa magáról, sohasem túlozva vagy szerénykedve, mert aki az igazságot szereti, az akkor is igazat mond, amikor ez nem fontos.
10. A szellemesség: A szellemesség a bohóckodó és a rideg közötti közép. A szellemes ember jellemzője a tapintatosság is, mindig csak olyasmit beszél, illetve hallgat meg, ami tisztességes. Azonban nem minden embernek ugyanaz a tisztességes és a kedves. Arisztotelész itt azt jelöli meg helyesnek, ami a szabad születésű ember helyesnek tart.
11. A szemérmesség: A szemérmességet Arisztotelész inkább érzelemnek nevezi, mintsem lelki alkatnak. Olyan valami, mint a veszélytől való félelem. A szemérmesség csak a fiatalkorúaknál dicsérendő az öregeknél nem. A tisztességes ember jelleméhez nem tartozik szégyenérzet.
12. Az igazságosság: A görög  δικαιοσυνη kifejezés, amelyet  a legtöbb helyen igazságosságnak fordítanak, jogszerűséget is jelent. A korabeli görög társadalmi életben a kodifikált jog szerepe – összevetve a római társadalommal – minimális volt, a jogszerű ügyletek és viselkedés garanciája az erkölcs volt, mégpedig az igazságosság. Az igazságosság a törvényeknek való engedelmességet jelentette.[18] Az igazságosság (δικαιοζ) szó eredeti jelentése: „aki figyelembe veszi a szokást és a szabályt”. Arisztotelész azt a lelki alkatot nevezi igazságosnak, amelynek alapján az emberek, igazságos cselekedeteket hajtanak végre. Az igazságtalanságokat ugyancsak ennek a lelki alkatnak alapján követik el.

Arisztotelész az igazságosságról szóló értekezése előtt az igazságosság szó két értelmének való megkülönböztetését érzi szükségesnek: (1) ami törvény szerint való; (2) ami törvény szerint egyenlő.
Arisztotelész a törvény szerint végrehajtott cselekedeteket mindig igazságosnak tekinti, föl sem merül benne a kérdés, hogy esetleg egy törvény igazságtalan is lehet. A városállam vagy az állam törvényei sohasem lehetnek igazságtalanok a polgáraira nézve. Ezeket a kijelentéseket Arisztotelész mindig csak a szabad görög férfira vonatkoztatja, mitsem foglalkozva a rabszolgák vagy a nők és gyermekek jogaival.
Az igazságosságot Arisztotelész a legfőbb erénynek nevezi, mert ez az egyetlen erény, amit az ember nemcsak önmagával szemben, hanem másokkal szemben is képes gyakorolni. Így a legjobb ember az lesz, aki az erényt nemcsak magával szemben hanem másokkal szemben is gyakorolni tudja.
Az igazságosság nem önmagában erény, hanem más dolgokhoz viszonyítva az, ez a tökéletes erény. Van azonban az igazságosságnak egy másik osztálya: az igazságosság, mint részleges erény, Arisztotelészt ez a fajta igazságosság érdekli leginkább. Ez lehet a kitüntetést és a vagyont a polgárok között szétosztó és az emberek közti viszonyokat kiigazító igazságosság.  A szétosztó igazságosság az üzleti ügyekben, a kiigazító igazságosság a jogügyletekben érvényesül. Utólag bevezet még egy harmadik igazságosságot.
Az igazságosság mindig egyfajta analógia létesítése, a háromfajta igazságosság, háromfajta analógiát létesít: a szétosztó igazságosság két dolgot és két személyt feltételez; célja egy adott jónak egy olyan C:D arányú felosztása, A és B személyek között, amilyen arányban érdemesek rá. Az igazságosság egyfajta közép, hogy mindenki annyit kapjon, amennyit megérdemel. Ez a fajta igazságosság azért fontos Arisztotelész számára, mert az ő korában az volt a szokásos, hogy a városállam osztotta szét a javakat a polgárok közt, mint például szükségállapot vagy egy újabb birodalom meghódítása után. Az ókori görög állampolgár nem mint adófizető volt részese az államnak, hanem inkább mint annak részvényese.
A kiigazító igazságosság vonatkozik (1) önkéntes ügyekre, mint amilyen a kölcsön vagy az adásvétel, és (2) nem önkéntes ügyekre, amelyek az erőszakon és a csaláson alapulnak. A kiigazító igazságosság esetében nem beszélhetünk geometriai arányról, mint az elosztó igazságosság esetében, hanem aritmetikai arányról beszélhetünk: a törvény nem kérdi, hogy a büntettet igazságos vagy igazságtalan ember követte-e el, hanem csak azt nézi, hogy valaki elkövetett valami rosszat valaki más ellen.
A harmadik fajta igazságosság körébe olyan dolgok tartoznak, mint például a „szemet szemért, fogat fogért” fajtájú igazságosságok. Ez a fajta igazságosság a cserében, a kereskedelemben nyilvánul meg. Az államot a különböző szolgáltatások cseréje tartja össze: az emberek folyton kicserélik egymással a javaikat. Mivel a javak nem mindig egyenértékűek, vagy előfordul, hogy A-nak szüksége van B-nek az értékeire, de B-nek nincs szüksége A-nak az értékeire, ezért bevezetik a pénzt.
Arisztotelész a személyeknek három típusát különbözteti meg, akik képesek igazságos cselekedeteket végrehajtani: (1) az államférfi, aki hivatalokat és jutalmakat oszt, (2) a büntetést kiszabó bíró, (3) a javaikat tisztességes áron kicserélő földművesek és mesteremberek.
Az igazságosság továbbá lehet: természettől fogva igazságos, és ami nem természettől fogva igazságos. Természettől fogva való dolog például az, hogy a jobb kéz erősebb, mint a bal. Nem természettől fogva igazságos dolgok a megállapodásokon alapuló igazságosságok, ezek olyan természetűek mint a mértékek, ezek ugyanis mindenütt mások és mások.
Akkor követ el valaki igazságos illetve igazságtalan tetteket, ha ezt önszántából követi el, ha valakit kényszerítenek egy tett megtételére, akkor nem beszélhetünk az illető személyről, mint igazságos illetve igazságtalan emberről. Továbbá az olyan tett, ami tévedésen alapul, azt Arisztotelész hibának nevezi. Igazságtalan tett, amit haragból vagy szenvedélyből teszünk. Arisztotelész csak azokat a cselekedeteket tartja igazán rossznak, amiket az ember előzetes megfontolással hajt végre. Például, ha valaki féltékenységből öl, az nem tekinthető ugyanolyan súlyú bűntettnek mint az, amikor valaki előre megfontolt szándékból követ el gyilkosságot.
A következő részben, Arisztotelész a méltányosságról beszél: a méltányos és az igazságos hasonló dolog, de mégis a méltányosságot többre tartja. A méltányos dolgok nem a törvény szerint igazságosak, hanem kiigazításai a törvény igazságos dolgainak. A törvény általános érvényű mindenkire nézve, de vannak bizonyos esetek, körülmények, amikor a méltányosság szükségeltetik.
Az igazságosságról szóló fejezetet, Arisztotelész annak a vizsgálatával zárja, hogy egy ember önmagával szemben lehet-e igazságos. Az öngyilkosságot elkövető ember az állam ellen követ el bűncselekményt, mert az állam törvényei tiltanak bármilyen gyilkosságot, és bár külön az öngyilkosságról nem rendelkeznek, Arisztotelész szerint mégsem engedélyezik azt, mert csak azt engedélyeznek, amiről rendelkeznek, amiről nincs semmilyen rendelkezés azt tilos tenni. Az ember akkor követ el magával szemben igazságtalanságot, ha engedi, hogy a lélek értelem nélküli része elhatalmaskodjék a lélek értelmes része felett.

#### Az észbeli erények, (dianoetikai erények)

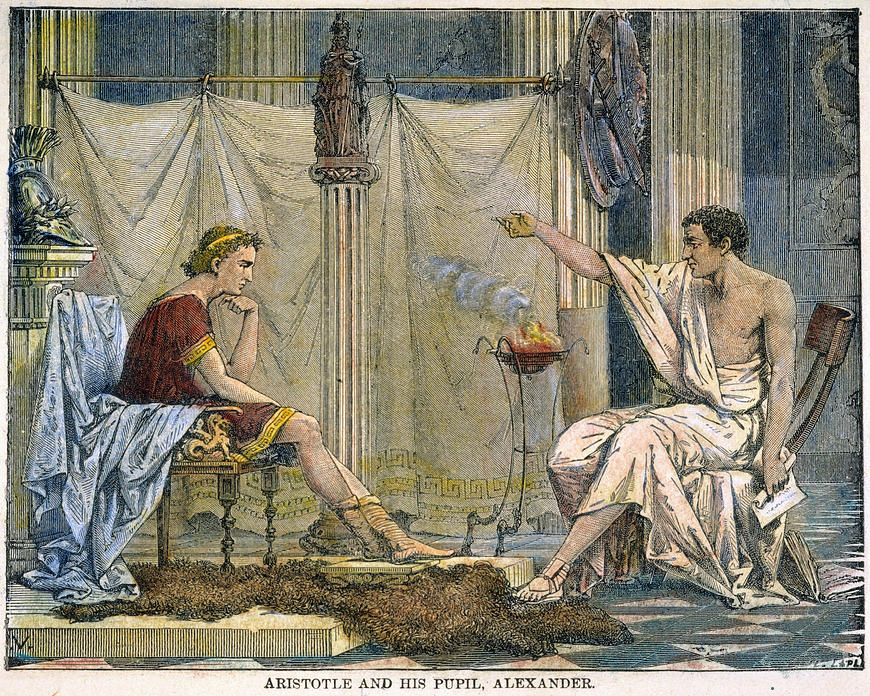
Nagy Sándor és Arisztotelész

Az értelmes lélekrész erényei, az észbeli erények. Tanulmányozásukat két ok teszi szükségessé: (1) Az erényes embert Arisztotelész úgy határozta meg, hogy a „helyes szabály” szerint cselekszik. Ez a szabály intellektuális művelet, amelynek meg kell határozni a természetét. (2) A jólétet úgy határozza meg, mint „a lélek erény szerinti, illetve ha több erény létezik, akkor a legjobb és a legtökéletesebb erény szerinti tevékenységet”.  Így, ha tudni akarjuk, hogy mi a boldogság, az erkölcsi erények mellett az észbeli erényeket is a vizsgálat tárgyává kell tenni.
Az észbeli erényeket, mint az okosság és bölcsesség, a tanításból eredeztethetjük, ezért idő kell hozzá. Hogy valaki birtokába jusson ezen erényeknek, születésétől fogva rendelkezni kell képességgel. Mint például az érzékelés képességével már születéskor rendelkeznünk kell, nem a gyakori látás vagy hallás révén teszünk rá szert.
Az értelmes lélekrészt, Arisztotelész további két részre osztotta: egyik része a tudományos, amely az elméleti, szükséges kérdésekkel foglalkozik, azaz kérdésekkel, amelyekre a válasz csak igaz vagy nem igaz lehetne. A másik része a mérlegelő, amely a gyakorlati, lehetséges ügyekben tesz megfontolásokat és azért nem csak kétféle, hanem többféle válasz avagy tett létezik. Az igazság megismerése az értelmes lélekrésznek a feladata.
A léleknek öt olyan minősége van, ami elvezet az igazsághoz: a lehetőségekkel foglalkozó mesterség és okosság, meg a szükségességgel foglalkozó tudomány, ész és bölcsesség.
1. A mesterség (τέχνη): az a lelki alkat, amelynek révén a helyes szabály segítségével alkotunk valamit, a változásnak alávetett dolgok területén. Olyan dolgokkal foglalkozik, amelyek sem nem szükségszerűek, sem nem természettől fogva valók.
2. Az okosság (φρόνησις): A helyes megfontolás képessége. Az okos ember minden egyes helyzetben észszerűen próbálja magának a legjobb tettet létrehozni.
3. A tudomány (ἐπιστήμη): azzal foglalkozik, ami szükségszerű és örök, tanítás útján közölhető. Bizonyító lelki alkat.[23]
4. Az ész (νοῦς): segítségével ragadjuk meg az első premisszákat, amelyekből a tudomány kiindul. Ezeket az elsődleges premisszákat az ész, az indukció vagy a dedukció útján ragadja meg.
5. A bölcsesség (σοφία): az indukciónak és a tudománynak legmagasabb rendű tárgyakra irányuló képessége. Az okosság terjedelmét tekintve azonos a politikai tudománnyal, mibenlétét tekintve azonban nem azonos vele. Azaz egy és ugyanazon tudás biztosítja az egyén és az állam számára való jót, ám amikor okosságnak nevezzük az egyik tevékenységére, amikor pedig államtudománynak, akkor a másikra gondolunk.

Az okosság fogalma fontos, hogy ne szűküljön le arra a részre, amely az egyén javával foglalkozik, mert nem tökéletes városállamban senki sem élhet tökéletes individuumként.
A bölcsesség és okosság haszontalannak tűnhet, mondja Arisztotelész, mivel a bölcsesség nem tanulmányozza a jó-lét eszközeit, az okosság pedig azért, mert azokat a cselekedeteket tanulmányozza, amelyeket az erkölcsileg jó ember attól függetlenül is meg fog tenni, hogy ő maga okos-e vagy sem. A válasza erre az, hogy a bölcsesség gyakorlása nem más, mint boldogság. Az ember végcélja a teoretikus életmód. Az okosság segítségével választjuk ki az elérendő célokat, az erénynek megfelelően. Az okosság azonban az erények nélkül nem tud létezni, az erény pedig okosság nélkül nem lehet teljes. Ugyanis az okosság révén mond az embert ellent a felbukkanó vágyainak. Innen jutott Arisztotelész arra a végkövetkeztetésre, hogy az a helyes közepet mindig az okos embernek kell meghatároznia.

#### A kalokagathosz
A kalokagathia fogalma csak az Eudémoszi etikában és a Nagy etikában található meg. A Nikomakhoszi etikában Arisztotelész még csak utalást sem tesz róla.
A kalokagathia jelentése: szépjó. (kalosz= szép; agathosz= jó) A kalokagathia a tökéletes erény, ez azonban nem jelenti azt, hogy magába foglalja az összes többi erényt. Akkor kalokaghatosz valaki, ha azoknak a javaknak a birtokában van, amelyek önmagukban is szépek, és  amelyek természetüknél fogva jók. A kalokagathoszoknak egyaránt kijár a gazdagság, jó származás, hatalom.

### Az erkölcsi jó és az erkölcsi rossz
Arisztotelész az erkölcsi rossz három fokozatát különbözteti meg: a fegyelmezetlenséget (vagy akaratgyengeség), a lelki rosszaságot és az állatiasságot. Ennek az erkölcsi jó három fokozata feleltethető meg: a fegyelmezettség, az erény és az emberfeletti, azaz a hősi és isteni erény.
Az emberfeletti és az állatias is egyaránt igen ritka. Állatias a barbárokban vagy betegség folytán fejlődhet ki az emberben. E két szélsőségtípusra Arisztotelész nem fordít sok időt, az emberi erényen aluli vagy felüli erények nem tartoznak bele érdeklődési körébe.
Erkölcsi jóról és rosszról csak az ember esetében beszélhetünk, sem állatnál sem istennél nem beszélhetünk erkölcsről. Állatnál azért nem, mert nincsen erkölcs ész és társadalom nélkül, isteneknél pedig azért nem, mert nincs erkölcs a bűn és tévedés lehetősége nélkül.
Arisztotelész, mikor azt állítja, hogy nem beszélhetünk istenek esetében erkölcsről, Platón azon elméletével száll szembe, miszerint a mérték az isteni, az isteni abszolút jó. Arisztotelész, Heller Ágnes szavaival élve, minden mértékévé a „társadalmi embert” teszi meg.

#### A fegyelmezettség és a fegyelmezetlenség
A fegyelmezett embert, Arisztotelész úgy jellemezte, mint aki mindig kitart mérlegelésének eredménye mellett, a fegyelmezetlent pedig úgy, hogy képes mérlegelésének eredményétől eltérni. Továbbá a fegyelmezetlen ember tudja, hogy amit tesz az rossz, de mégis megteszi azt szenvedélyből.
A fegyelmezetlen emberrel kapcsolatban, Arisztotelész, három problémát tárgyalt: (1) Tudja-e a fegyelmezetlen ember, hogy mit csinál, s ha igen, milyen értelemben tudja? ; (2) Lehet-e az ember általában véve fegyelmezetlen, vagy pedig mindig részletkérdésekben, s ha lehet, milyen dolgokban nyilvánul meg a fegyelmezetlenség?; (3) Azonos-e a fegyelmezettség az állhatatossággal?
1. E kérdés megválaszolása érdekében, Arisztotelész a tudás két fajtáját ismertette: 1. potenciális tudás: valaki a tudás birtokában van, de nem alkalmazza azt; 2. aktuális tudás: tudás birtokában van és alkalmazza is azt. Továbbá lehetséges, hogy aktuálisan ismerem a felső premisszát például azt, hogy a „száraz táplálék jó az ember számára”, lehetséges, hogy tudom az alsó premisszát: „Ember vagyok”, de ha nem ismerem a végső premisszát : „ez a táplálék abba a fajtába tartozik”, akkor ennek az ismeretnek a hiánya lehetővé teszi a fegyelmezetlen cselekvést. A fegyelmezetlen ember abban az esetben tudja, hogy mit csinál, ha ismeri valamelyik felső premisszát. Továbbá, Arisztotelész rámutat az aktuális tudás egy másik fajtájára is, amely még távolabb esik az aktuálistól: ilyen az alvó, a részeg, vagy az őrjöngő ember tudása. A fegyelmezetlen ember állapota ezekkel rokon: az emóciók éppúgy megváltoztathatják az emberi test állapotát, mint az alvás vagy az őrjöngés. Arisztotelész rámutatott arra is, hogy a fegyelmezetlenséget szabálynak megfelelően is el lehet követni, pl.: „az x dolgok megevése élvezetet okoz”, „ez a dolog x”, ekkor vágy ébredhet bennünk az az x nyújtotta élvezet megszerzésére. Innen az következik, hogy a fegyelmezetlenség nem lehet meg az állatokban.
2. Fegyelmezetlen emberről a gyönyörrel és a fájdalommal kapcsolatban beszélhetünk. Élvezeteket szerző és a vágyat felajzó dolgok három csoportba sorolhatók: (a) vannak önmagukban választásra érdemes, ám túlzásba vihető dolgok, amilyen a kitüntetés és a gazdagság; (b) vannak önmagukban elkerülendő dolgok; (c) és végül vannak az önmagukban semleges, ám élethez szükséges dolgok, ilyen a táplálkozás és a szexuális tevékenység. A fegyelmezetlenség leginkább ez utóbbi fajtával kapcsolatos. A második fajtába tartozó dolgok nem önmagukban okoznak élvezetet, ez lehet állatias (ilyen például az emberevés), vagy beteges élvezet (amikor a vágyakozás hevessége betegséget okoz). Továbbá a fegyelmezetlen tettek is két csoportba oszthatók: (1) a vágyból elkövetett és (2) a haragból, vagy hirtelen felindulásból elkövetett tettek. Ez utóbbi kevésbé számít szégyenletesnek, mert a harag valamelyest hallgat az értelemre, mert úgy gondolja, hogy valamit meg kell torolni. A vágy azonban nem hallgat az értelemre: mihelyt valami gyönyört vél felfedezni, azonnal rá is veti magát.
3. A harmadik kérdésre Arisztotelész azt válaszolta, hogy amíg a fegyelmezettség és a fegyelmezetlenség bizonyos élvezetekkel kapcsolatos, az állhatatosság az a képességünk, hogy kitartsunk az ilyen élvezetek iránti vágyból fakadó fájdalommal szemben, amikor pedig engedünk ennek a fájdalomnak az az elpuhultság.

Végül Arisztotelész a fegyelmezetlenséget is két csoportra osztotta: (a) gyöngeség, amely megfontolja a dolgot, de nem képes kitartani amellett, amit megfontolt, és (b) ingerlékenység, amely képtelen a megfontolásra. Ez utóbbi a jobbik eset, mert az ilyen embert a heves, gyors kísértések gyűrik le.

#### A gyönyör és a fájdalom
Arisztotelész a gyönyör és fájdalom kérdésének vizsgálata előtt azt szögezi le, hogy e kérdések tanulmányozásának feladata arra hárul, aki az államkormányzás művészetét vizsgálja tudományosan.  Fontos a fájdalom és gyönyör vizsgálata, mert az erényt a fájdalmas és kellemes érzésekkel hozza vonatkozásba. Továbbá azért is fontos a fájdalom és gyönyör kérdésével foglalkozni, mert a legtöbb ember a boldogságról úgy gondolja, hogy kellemes érzésekkel jár együtt.
Az emberek háromféleképp gondolkodnak a gyönyörről: van, aki azt állítja, hogy semmiféle gyönyör nem lehet jó, mások úgy vélik, hogy bizonyos gyönyörök jók, mások meg rosszak, a harmadik nézet szerint, még ha minden gyönyör jó, akkor sem lehetséges, hogy a legfőbb jó gyönyör legyen.
A gyönyört Arisztotelész jónak tekinti, s ezt azzal magyarázza, hogy a fájdalom rossz, a gyönyör pedig ellentétes a fájdalommal.

### Az emberek közti vonzalmak (filia)
A görög φιλία  szó az emberi vonzalom minden típusát magába foglalja, éppúgy a barátságot, mint szerelem vagy korrekt kereskedelmi kapcsolatok.
Két okot ismertet Arisztotelész, ami miatt a barátság kérdését tárgyalni kell: (1) mert a barátság erény; (2) mert, mint ahogy már az első könyvben is szó esett róla, a barátság fontos a boldogság, sőt az élet szempontjából.
A barátságot Arisztotelész igen fontosnak tartja az ember éltében: ez az a dolog, ami az államot összetartja. Hiszen Arisztotelész az ember alapvető tulajdonságai közé sorolja, hogy társas lény, zoón politikon, ehhez pedig szüksége van, hogy a közösség tagjaival közelebbi, baráti viszonyban legyen, különben nem lehetne boldog. Továbbá nemcsak szükséges, hanem erkölcsileg szép is. Ha az emberek baráti érzéssel vannak egymás iránt, akkor igazságosságra sincs szükség, mert a barátjának senki sem akar rosszat.
A barátságot az emberek különböző képen értelmezik: egyesek azt állítják, hogy hasonló a hasonlóhoz húz, mások ellenkezőleg, az ellentétek vonzalmát feltételezik. Arisztotelész az előbbi mellett áll ki: az erkölcsileg jó és erényben egymáshoz hasonlók barátsága a tökéletes. A barátság három dolgon alapulhat, Arisztotelész szerint: (1) A jón alapuló barátság, ebben az esetben a barátok egymás segítségére vannak. Ez a fajta barátság áll a legmagasabb szinten; (2) Az élvezet miatt kötött barátság, természetes örömét leli a barátokban; (3) A haszon végett kötött barátságok, ez áll a legalacsonyabb helyen. A rossz emberek csupán a gyönyörűség kedvéért, a haszonért barátkoznak.

## Bibliográfia
- Arisztotelész: Eudémoszi Etika / Nagy Etika (fordította: Steiger Kornél); Gondolat, Budapest, 1975
- Arisztotelész: Nikomakhoszi Etika (fordította: Szabó Miklós); Európa Kiadó, Budapest, 1997
- Heller Ágnes: Arisztotelész korai etikái; in: Arisztotelész: Eudémoszi Etika  – Nagy Etika (ford. Steiger Kornél), Gondolat, Budapest, 1975
- Heller Ágnes: Az arisztotelészi etika és az antik ethos; Akadémiai Kiadó, Budapest, 1966
- Jonathan Barnes: Arisztotelész (fordította: Király Zsuzsa); Akadémiai Kiadó, Budapest, 1992
- Sir David Ross: Arisztotelész (fordította: Steiger Kornél); Osiris Kiadó, Budapest, 1996
- Troels Engberg – Pedersen: Aristotle’s Theory Of Moral Insight; Clarendon Press, Oxford, 1983